# Áldor Adolf
Gyömörői Áldor Adolf, 1881-ig Adler (Gyömöre, 1832. augusztus 18. – Nagykároly, 1901. október 20.) sebészorvos, kórházigazgató, Gyömrei Sándor (1892–1957) gazdaságtörténész, egyetemi tanár nagyapja.

## Élete
Zsidó kereskedőcsaládban született. Középiskolai tanulmányait Győrben kezdte meg, azonban betegsége miatt csak 1855 őszén érettségizett. Ezután a Pesti Királyi Tudományegyetem hallgatója lett, s 1860 novemberében orvosdoktorrá avatták. Ugyanezen évben sebészi oklevelet is szerzett, majd Nagykárolyon telepedett le, s megkezdte orvosi gyakorlatát. Hamarosan főorvossá, majd 1869-ben igazgató-főorvossá nevezték ki. A kórházi irányításának köszönhetően 1885-ben – a már 60 ággyal rendelkező kórházat – a belügyminiszter közkórházi szintre emelte. Cikkei megjelentek csaknem valamennyi magyarországi, azonkívül több bécsi orvosi szakfolyóiratban. 1859-től az Orvosi Hetilap rendes munkatársa volt. 1899. május 22-én a nagykárolyi városi kórház vezetése körül szerzett érdemeiért magyar nemességet kapott, és neki és törvényes leszármazottainak az uralkodó a „gyömörői” előnevet adományozta.
Nyughelye a nagykárolyi izraelita temetőben található. Temetését 1901. október 22-én tartották Fürth Ferenc főrabbi közreműködésével.

## Családja
Felesége Rooz Lujza (1849–1931) volt, Rooz Salamon nagykárolyi birtokos lánya, akit 1864-vett nőül. Négy leány és egy fiúgyermekük született.
Gyermekei
- Áldor Ilona (1865–1934). Férje Sarkadi (Stern) Adolf.
- Áldor Sarolta (1868–1944). Férje Gyömrei (Neumann) Bertalan orvos.
- Áldor Kornélia (1870–1908). Férje Sternberg Géza orvos, a nagykárolyi közkórház igazgatója.
- Áldor Lajos (1872–1932) orvos, egészségügyi főtanácsos. Felesége Kann Jolán (1868–?).
- Áldor Tekla (1873–1944). Férje Fisch Lajos.

## Főbb művei
- Vizsgálatok a vastagbél emésztő- és felszívóképességéről
- A szemüvegekről (1858)
- Über Temperatur-Verháltnisse vor und nach dem Tode (1858)
- A szemideg csúzos bántalmazása (Orvosi Hetilap. 1862)
- Nyálkő a Wharton-féle vezetékben (Orvosi Hetilap, 1863, 1.)
- Méhenkivüli terhesség, has-tömlőmetszés, ileus, gyógyulás (Orvosi Hetilap, 1867, 2.)
- Adalék az ileus oktanához (Orvosi Hetilap, 1867)
- Uj képletekről (Orvosi Hetilap, 1869)
- A hason- és eltérő képzetű újnövedékek (homeo- et heteroplasmata) közt álló átmeneti alakok kiváló esete (Orvosi Hetilap, 1869, 36.)
- Jelentés a nagykárolyi közkórházban a Koch-féle tuberculinnal tett kísérletek eredményéről (Gyógyászat, 1891, 31.)
- A vándorvese véres utón való rögzítéséről (nephropexia), eredménynyel operált két eset kapcsán (Gyógyászat, 1896, 16.)
- A pellagráról. Sternberg Gézával. (Orvosi Hetilap, 1898, 25.)